# Roberta Greganti
Roberta Greganti (Roma, 31 marzo 1956) è una doppiatrice e direttrice del doppiaggio italiana.

## Biografia
Formatasi presso l'Accademia d'arte drammatica "Silvio D'Amico", è nota per aver dato voce, fra le altre molte attrici, alla compianta Helen McCrory nella famosa serie televisiva Peaky Blinders, Marcia Cross nel telefilm degli anni 1990 Melrose Place, a Rachel Ward, protagonista della miniserie televisiva Uccelli di rovo, a Jane Badler nella miniserie V - Visitors e nella seguente serie tv sui Visitors e a Catherine Bell nella serie JAG - Avvocati in divisa. Inoltre, è lei a prestare la voce a Katherine Mayfair a partire dalla quarta stagione di Desperate Housewives e a Sue Sylvester in Glee.
Tra le attrici di cinema doppiate figurano Julianne Moore, Annette Bening, Kristin Scott Thomas, Emma Thompson, Marcia Gay Harden, Sean Young, Laura Linney, Leslie Mann, Nathalie Baye e Goldie Hawn. Definita dai media una delle doppiatrici più importanti del panorama dei doppiatori italiani, nel luglio 2014 ha vinto il "Leggio d'oro voce femminile dell'anno".

### Vita privata
È sposata con il doppiatore Vittorio Guerrieri.

## Radio
- Blu notte, regia di Daniela Ardini (Radio2 Rai, 1998)
- Eros per tre (Radio2 Rai, 2000)
- Diabolik, prima serie, regia di Arturo Villone (Radio2 Rai, 2000)
- Il terzo gemello, regia di Massimo Guglielmi (Radio2 Rai, 2001)
- Il ritorno di Fiamma, regia di Massimo Guglielmi (Radio2 Rai, 2002)
- Dylan Dog (Radio2 Rai, 2002)
- Diabolik, seconda serie, regia di Arturo Villone (Radio2 Rai, 2004)
- Fiamma a bordo, regia di Enrico Caria e Fulvio Ottaviano (Radio2 Rai, 2006)

## Doppiaggio

### Cinema
- Julianne Moore in Un marito ideale, Psycho, Magnolia, Blindness - Cecità, Kingsman - Il cerchio d'oro, La stanza delle meraviglie, La vita segreta della signora Lee, Il piano di Maggie - A cosa servono gli uomini, Lo sguardo di Satana - Carrie, Il settimo figlio, Crazy, Stupid, Love, Next, Quel che sapeva Maisie, Sotto sequestro, The Glorias, Caro Evan Hansen, La stanza accanto
- Annette Bening in Il presidente - Una storia d'amore, Mars Attacks!, Terra di confine - Open Range, The Women, Mother and Child, In Dreams, The Search, Danny Collins - La canzone della vita, La vita in un attimo, Imogene - Le disavventure di una newyorkese, Le stelle non si spengono a Liverpool, Il gabbiano, The Report
- Kristin Scott Thomas in Il paziente inglese, Riccardo III, Un matrimonio all'inglese, The Walker, Una notte per decidere, Bel Ami - Storia di un seduttore, Arsenio Lupin, Largo Winch, L'ora più buia, Tomb Raider
- Marcia Gay Harden in Mystic River, Into the Wild - Nelle terre selvagge, The Mist, Cinquanta sfumature di grigio, L'imbroglio - The Hoax, Un giorno questo dolore ti sarà utile, Cinquanta sfumature di rosso, Cinquanta sfumature di nero, Amanda Knox
- Emma Thompson in Nanny McPhee - Tata Matilda, Io sono leggenda, Ritorno a Brideshead, I Love Radio Rock, Tata Matilda e il grande botto, Beautiful Creatures - La sedicesima luna
- Laura Linney in Kinsey, The Exorcism of Emily Rose, L'amore giovane, L'uomo dell'anno, A Royal Weekend, Il quinto potere, Animali notturni
- Jamie Lee Curtis in True Lies, Halloween, Veronica Mars - Il film, Halloween Kills, Halloween Ends, Everything Everywhere All at Once, La casa dei fantasmi, Quel pazzo venerdì, sempre più pazzo
- Jennifer Jason Leigh in Miami Blues, Mrs. Parker e il circolo vizioso, Annientamento, Lo stravagante mondo di Greenberg
- Michelle Yeoh in La tigre e il dragone, Crouching Tiger, Hidden Dragon: Sword of Destiny, Shang-Chi e la leggenda dei Dieci Anelli, Assassinio A Venezia
- Ellen Barkin in Bad Company, Delitto + castigo a Suburbia, Lei mi odia
- Joely Richardson in Millennium - Uomini che odiano le donne, Un amore senza fine, Snowden
- Catherine Frot in La cuoca del presidente, Quello che so di lei, Un figlio all'improvviso
- Uma Thurman in Batman & Robin, The Avengers - Agenti speciali
- Sean Young in Ace Ventura - L'acchiappanimali, Fatal Instinct
- Diane Lane in Il mio cane Skip, Hollywoodland, Un anno da ricordare, Uno di noi
- Salma Hayek in After the Sunset, Bandidas
- Laura Dern in Lonely Hearts, Un uomo tranquillo
- Helen Hunt in Twister, Le seduttrici
- Anne Canovas in Zeder, Cristoforo Colombo - La scoperta
- Bonnie Bedelia in 58 minuti per morire - Die Harder, Ciao Julia, sono Kevin
- Julia Louis-Dreyfus in Harry a pezzi, Non dico altro
- Andie MacDowell in Ritorno a Tara Road
- Helen Mirren in Killing Mrs. Tingle, Quando meno te lo aspetti
- Rebecca De Mornay in A 30 secondi dalla fine, In viaggio verso Bountiful
- Kathy Baker in Le cose che so di lei, Adaline - L'eterna giovinezza
- Juliane Köhler in Nowhere in Africa, La caduta - Gli ultimi giorni di Hitler
- Miou-Miou in La lettrice, Prestami il rossetto
- Kirstie Alley in In ricchezza e in povertà, Non avrai mai mia figlia
- Florence Foresti in Barbecue, La felicità degli altri
- Nicole Kidman in Babygirl
- Meg Ryan in Innamorati cronici
- Kim Basinger in Pret-à-porter
- Juliette Binoche in Complicità e sospetti
- Leslie Mann in Tutte contro lui - The Other Woman
- Judy Davis in Una bracciata per la vittoria
- Kim Greist in Manhunter - Frammenti di un omicidio
- Megan Mullally in Monkeybone
- Frances McDormand in Laurel Canyon - Dritto in fondo al cuore
- Annabella Sciorra in Al di là dei sogni
- Kim Dickens in Thank You for Smoking
- Goldie Hawn in Overboard - Una coppia alla deriva
- Judith Scott in Indovina chi
- Kelly McGillis in A prima vista
- Sarah Jessica Parker in Dudley Do-Right
- Ann-Margret in Santa Clause è nei guai
- Maria Bello in Hard Night
- Bo Derek in 10
- Amanda Pays in Leviathan
- Elizabeth Hurley in Indiavolato
- Faith Ford in Missione tata
- Hope Davis in Duma
- Gillian Anderson in L'ultimo re di Scozia
- Sherry Miller in Bambini a noleggio
- Beverly D'Angelo in Due teneri angioletti
- Molly Shannon in Il Grinch
- Madeleine Stowe in Impostor
- Jennifer Tilly in Pallottole su Broadway
- Gail O'Grady in Gigolò per sbaglio
- Deborah Kara Unger in Highlander 3
- Diane Venora in Il 13º guerriero
- Annie Corley in I ponti di Madison County
- Sela Ward in Dirty Dancing 2
- Leslie Easterbrook in Scuola di polizia
- Jodie Foster in Carny - Un corpo per due uomini
- Jessica Lange in Crimini del cuore
- Mathilda May in The Jackal
- Bebe Neuwirth in Tadpole - Un giovane seduttore a New York
- Anjelica Huston in Misterioso omicidio a Manhattan
- Greta Scacchi in Flightplan - Mistero in volo
- Illeana Douglas in Dummy
- Maura Tierney in Bugiardo bugiardo
- Nancy Paul in Detective coi tacchi a spillo
- Madonna in Ombre e nebbia
- Emilia Fox in Prendimi l'anima
- Embeth Davidtz in The Hole
- Melinda McGraw in La famiglia del professore matto
- Ann Magnuson in Small Soldiers
- Elizabeth Bracco in Mosche da bar
- Ger Ryan in Intermission
- Natasha Richardson in Blow Dry
- Grace Jones in Conan il distruttore
- Rachel Ward in Due vite in gioco
- Meg Foster in Il coraggio di uccidere
- Kelly LeBrock in Tracce di un assassino
- Gail Harris in La maledizione di comodo
- Linda Kozlowski in Giustizia clandestina
- Heather Donahue in The Blair Witch Project - Il mistero della strega di Blair
- Terri Irwin in Missione coccodrillo
- Kim Myers in Letters from a Killer
- Julie Kavner in Radio Days
- Valeria Golino in Una maledetta occasione
- Vicki Frederick in Chorus Line
- Melissa Grasselle in Assalto al college
- Lena Olin in La notte e il momento
- Rita Rudner in Gli amici di Peter
- Melora Walters in Scelte d'onore
- Lysette Anthony in Mariti e mogli
- Pernilla August in Con le migliori intenzioni
- Marilyn Ghigliotti in Clerks - Commessi
- Dey Young in Il grande orso
- Bette Davis in L'amica
- Katharine Hepburn in Quando si ama
- Meret Becker in Comedian Harmonists
- Nancy Allen in Children of the Corn 666 - Il ritorno di Isaac
- Malgorzada Foremgnak in L'ultimo treno
- Angela Winkler in Danton
- Kate Burton in August
- Geraldine Chaplin in Bolero
- Roberta Mestilly in L'invasione degli ultracorpi
- Isabelle Huppert in Ma mère
- Carole Bouquet in Luci nella notte
- Lena Endre in L'infedele
- Birgitte Raaberg in The Kingdom - Il regno
- Anna Levine in Bridget
- Cecilia Roth in Kamchatka
- Nathalie Baye in Il fiore del male
- Béatrice Dalle in Al limite
- Amira Casar in Incontri d'amore
- Berta Ojea in Spia + Spia - Due superagenti armati fino ai denti
- Karen Young in Verso il sud
- Philippine Leroy-Beaulieu in Due fratelli
- Valérie Lemercier in Un po' per caso, un po' per desiderio
- Yael Abecassis in Vai e vivrai
- Anne C. Trebilcock in Ombre oscure
- Wilhelmine Horschig in Schultze vuole suonare il blues
- Mirjana Karanović in Il segreto di Esma
- Paula Vázquez in Merry Christmas
- Carol Alt in Anni 90 - Parte II
- Michelle Pfeiffer in 2 Young 4 Me - Un fidanzato per mamma
- Christine Tucci in Chestnut - Un eroe a quattro zampe
- Jodi Benson in Come d'incanto
- Dee Wallace in E.T. l'extra-terrestre
- Patricia Clarkson in Basta che funzioni, Easy Girl
- Alice Krige in The Contract
- Élisabeth Commelin in Dream Team
- Mariangela Pino in Richie Rich - Il più ricco del mondo
- Elizabeth Peña in Transamerica
- Jennifer Connelly in Ultimatum alla terra
- Julie Hagerty in I Love Shopping
- Missi Pyle in L'amore bugiardo - Gone Girl
- Zabou Breitman in AAA genero cercasi
- Alison Doody in The Rising Hawk - L'ascesa del falco
- Rachel Fowler in Eddie & Sunny
- Edie Falco in Avatar - La via dell'acqua
- Gillian Broderick in Winnie-the-Pooh - Sangue e miele
- Frances Fisher in Holidate
- Corrine Masiero in Vita da gatto
- Agnieszka Wagner in La sciamana
- Valérie Bonneton in Tutti pazzi in casa mia
- Eva Melander in UFO Sweden

### Film d'animazione
- Antowas in Hanappe Bazooka
- Lady Juliana in La spada magica - Alla ricerca di Camelot
- Eris in Sinbad - La leggenda dei sette mari
- Helen Hunt in Team America: World Police
- Miss Maggie Dunlop in Curioso come George
- Kata in Koda, fratello orso 2
- Wanna in The Reef - Amici per le pinne
- Joan Rivers in Shrek 2
- Giselle in Boog & Elliot - A caccia di amici
- Janet Benson in Bee Movie
- Hetta in Barnyard - Il cortile
- Teela in Il segreto della spada
- Madre in Polar Express
- Arzilla in L'arca di Noè
- Regina Grace in Biancaneve e gli 007 nani
- Mortizza in Gli Animotosi nella terra di Nondove
- Mrs Briefs in Dragon Ball Z - Il Super Saiyan della leggenda (1° doppiaggio)
- Yuko Ogino in La città incantata
- Wendy Murphy in Mostri contro alieni
- Divinatrice in Kung Fu Panda 2
- Computer del Polo Nord in Il figlio di Babbo Natale
- La madre di Titeuf in Titeuf - Il film
- Bonnie Hopps in Zootropolis
- Commander in 100% Lupo
- Voce narrante in Arctic - Un'avventura glaciale
- Lady Zerbst in The Witcher: Nightmare of the Wolf
- Maestra Chow in Minions 2 - Come Gru diventa cattivissimo

### Film TV
- Alexandra Paul in Baywatch - Matrimonio alle Hawaii e Landslide - La natura si ribella
- Carol Alt in Donna d'onore 2
- Sophie Marceau in Chouans!
- Miranda Richardson in La vera storia di Biancaneve
- Nancy Anne Sakovich in Lo scandalo Enron - La verità dietro la truffa del secolo
- Pam Dawber in Identità perduta
- Kate Jackson in Con l'acqua alla gola
- Teri Hatcher in Uno scherzo del destino
- Kristy Swanson in Dalla parte del nemico
- Alison Doody in Temptation - Ultimo inganno
- Patricia Charbonneau in Tutta colpa della neve
- Stephanie Zimbalist in Omicidio colposo
- Joanna Kerns in Amo i miei figli
- Gabrielle Carteris in La valanga della paura
- Lesley-Anne Down in Sospetti in famiglia
- Melissa Gilbert in Il rumore degli angeli
- Kim Cattrall in Invasione letale
- Diana Scarwid in Una famiglia in pericolo
- Mimi Rogers in Un cliente pericoloso
- Jessica Steen in Preside in affitto
- DeLane Matthews in Il sogno di ogni donna
- Heather Locklear in Texas Justice
- Tracy Nelson in Una baby-sitter perfetta
- Christine Elise in Volo 762: codice rosso
- Susan Lucci in Il triangolo del peccato
- Katja Flint in Falsa identità e Il silenzio di Venere
- Anija Kruse in Moscacieca
- Isabelle Gélinas in Una piuma per Sweetie
- Corinna Harfouch in Charlie e Louise
- Charlotte de Turckeim in Bambola russa
- Geno Lechner in Adrenalina
- Nina Kunzendorf in Attentato a Hitler
- Silvina Buchbauer in Il posto delle fragole
- Jean Louisa Kelly in Ossessione pericolosa
- Ornella Muti in Compromesso d'amore

### Miniserie TV
- Rachel Ward in Uccelli di rovo
- Carol Alt in Donna d'onore 2
- Jane Badler in V - Visitors
- Debbi Morgan in Radici - Le nuove generazioni
- Arielle Dombasle in Deserto di fuoco
- Serena Scott Thomas in La vera storia di Lady D
- Lauren Holly in La famiglia Kennedy
- Gina McKee in Dice
- Mary McDonnell in Battlestar Galactica, The Closer
- Salome Kammer in Heimat 3 - Cronaca di una svolta epocale
- Catherine Bell in Il triangolo delle Bermude
- Julia Ford in Un'isola in guerra
- Melissa Leo in Mildred Pierce
- Ute Maria Lerner in Le ali della vita

### Serie televisive
- Paige Turco in Person of Interest, Big Shoots, NCIS:New Orleans, Damages
- Mary McDonnell in Battlestar Galactica, Major Crimes
- Jane Lynch in Glee, La fantastica signora Maisel
- Leslie Hope in Everwood, Runaway - In fuga, NCIS - Unità anticrimine
- Dana Delany in Desperate Housewives, Body of Proof, Castle
- Sonya Walger in Lost, FlashForward
- Lisa Darr in Popular, Life as We Know It
- Catherine Bell in JAG - Avvocati in divisa
- Roma Downey in Il tocco di un angelo
- Helen Mirren in Prime Suspect
- Rosanna Arquette in A proposito di Brian
- Joely Fisher in Una nuova vita per Zoe
- Allyce Beasley in Moonlighting
- Samantha Ferris in 4400
- Sheryl Lee in One Tree Hill
- Vanessa L. Williams in Ugly Betty
- Jessica Collins in Tru Calling
- Alexandra Paul in Baywatch
- Brandy Ledford in Baywatch Hawaii
- Mary Tyler Moore in Mary Tyler Moore
- Barbara Durkin e Carla Mendonça in Papà e mamma sono alieni
- Isabella Rossellini in Alias
- Lily Taylor in Six Feet Under
- Marcia Cross in Melrose Place
- Sarah Clarke in 24
- Jeri Ryan in Boston Public
- Sela Ward in Sisters
- Brynn Thayer in Matlock
- Saundra Santiago in Miami Vice
- Andrea Parker in JAG - Avvocati in divisa
- Connie Sellecca in Ralph supermaxieroe
- Monika Schnarre in Beverly Hills 90210
- Leann Hunley in Dawson's Creek
- Wendy Hughes in La saga dei McGregor
- Mag Ruffman in La strada per Avonlea
- Regina Taylor in Io volerò via
- Cheryl Ladd in Hawaii: missione speciale
- Wendy Kilbourne in Voci nella notte
- Jane Badler in Visitors
- Nancy Anne Sakovich in PSI Factor
- Stephanie Hodge in E vissero infelici per sempre
- Penelope Ann Miller in Stan Hooper
- Jennifer Salt in Bolle di sapone
- Jane Wheeler in Un lupo mannaro americano a scuola
- Liz Burch in Blue Water High
- Harley Jane Kozak in Esprimi un desiderio
- Jane Sibbett in Ma che ti passa per la testa?
- Mary Chris Wall in Wishbone, il cane dei sogni
- Catherine Oxenberg in Acapulco H.E.A.T.
- Lynda Mason Green in La guerra dei mondi
- Viviana Vives in I giustizieri della notte
- Julie Stewart in Cold Squad - Squadra casi archiviati
- Cicely Tyson in Nel cuore della giustizia
- Karen Sillas in Sotto inchiesta
- Claire Stansfield e Gabriella Larkin in Xena - Principessa guerriera
- Claudia Ferri in Ciao bella
- Doris Younane in BlackJack
- Amanda Burton in Testimoni silenziosi
- Mariele Millowitsch in Amiche nemiche, Marie Brand
- Corinna Harfouch in Buongiorno professore
- Janette Rauch in Faust
- Emmanuelle Bach in Il commissariato Saint Martin
- Sophie Broustal, Natacha Lindinger e Géraldine Cotte in Nestor Burma
- Michele Burgers in Charlie Jade
- Anne Dorval in Il segreto di Grande Ourse
- Kim Raver e Kali Rocha in Grey's Anatomy
- Helen McCrory in Peaky Blinders
- Amy Poehler in Parks and Recreation
- Patricia Heaton in The Middle
- Suzanne Clément in Versailles
- Ruth Connell in Supernatural
- Nancy Travis in L'uomo di casa
- Fabiana Udenio in FUBAR
- Joely Richardson in Nell - Rinnegata
- Felicity Huffman in Criminal Minds
- Joanna Lumley in Mercoledì

### Soap opera e telenovelas
- Katherine Kelly Lang in Beautiful (1ª voce)
- Beth Windsor, Catherine Hickland e Tonja Walker in Capitol
- Lesley Vogel in Quando si ama
- Signy Coleman e Victoria Mallory in Santa Barbara
- Colleen Zenk-Pinter in Così gira il mondo
- Lara Parker in A New Day in Eden
- Gabrielle Fitzpatrick in Paradise Beach
- Bennu Yıldırımlar in La forza di una donna
- Angelica La Bozzetta e Antoinette Byron in Home and Away
- Adriana Ozores in Grand Hotel - Intrighi e passioni
- Ayşegül Ünsal in Cherry Season - La stagione del cuore
- Paula Morales in Niní
- Maria Zilda in Adamo contro Eva
- Eva Martín in La promessa

### Cartoni animati
- Signora Maxwell e Vari in Bear nella grande casa blu
- Faragonda in Winx Club (st. 1-7)
- La madre di Titeuf in Titeuf
- Opale in Steven Universe
- Professoressa Kyoko Li in Devichil
- Rhodanthe in Violet Evergarden
- Dolunai in Farhat - Il principe del deserto
- Principessa Kokachin in Le avventure di Marco Polo
- Saeko Nogami in City Hunter
- Kyoko Shima in Shuten Doji
- Pasta in Dragon Ball - La leggenda delle sette sfere
- Lady Funaho in Chi ha bisogno di Tenchi?
- Yuka in Babil Junior: la leggenda
- Diiva in El-Hazard: The Magnificent World
- Marta Spaghetti ne La famiglia Spaghetti
- Nancy Gribble in King of the hill
- Sorella di Ding in Aladdin
- Preside Folsom in Fillmore!
- Teela (2^ voce) in He-Man e i dominatori dell'universo
- Lois Lane (1^ voce) in Le avventure di Superman
- Edna in Frog
- Regina Gwendoline in Jane e il Drago
- Wilma in Indovina con Jess
- Caroleena in La crescita di Creepie
- Voce narrante in Ebb e Flo
- Black Canary in Young Justice